# Filipijnse gouverneursverkiezingen 1906
De Filipijnse gouverneursverkiezingen 1906 betroffen verkiezingen voor provinciale gouverneurs in 29 Filipijnse provincies op 5 februari 1906. In totaal brachten konden 114.391 van 162.323 geregistreerde stemgerechtigde Filipino's hun stem uit. Een groot deel van de 29 verkiezingen verliep niet zonder incidenten. Bij verschillende verkiezingen moesten de stemmen diverse malen geteld worden. In een geval zelfs negentienmaal. Bij 15 van de 29 verkiezingen werd bezwaar aangetekend bij de Amerikaanse gouverneur-generaal van de Filipijnen Henry Clay Ide, omdat de winnaar fraude zou hebben gepleegd of gebruik zou hebben gemaakt van intimidatie of op andersoortige wijze dwang zou hebben uitgeoefend op stemmers. De gouverneur-generaal besloot uiteindelijk de verkiezingen voor de gouverneursposities in de provincies Bataan en La Union over te laten doen.

## Uitslagen
| Provincie         | Winnaar                 |
| ----------------- | ----------------------- |
| Albay             | Charles H. Reynolds     |
| Ambos Camarines   | Mariano Abella          |
| Antique           | Angel Salazar           |
| Bataan            | Lorenzo Zialeita        |
| Batangas          | Jose Losada             |
| Bohol             | Salustiano Borja        |
| Bulacan           | Teodoro Sandiko         |
| Cagayan           | Pablo Guzman            |
| Capiz             | Antonio Habana          |
| Cebu              | Sergio Osmeña           |
| Ilocos Norte      | Melchor Flor            |
| Ilocos Sur        | Felix Angco             |
| Iloilo            | Benito Lopez            |
| Laguna            | Juan Cailles            |
| La Union          | Joaquin Luna            |
| Leyte             | Jaime de Veyra          |
| Misamis           | Apolinar Velez          |
| Negros Occidental | Manuel Lopez            |
| Negros Oriental   | Hermenegildo Villanueva |
| Nueva Ecija       | Isauro Gabaldon         |
| Pampanga          | Macario Arnedo          |
| Pangasinan        | Isabelo Artacho         |
| Rizal             | Arturo Dancel           |
| Romblon           | Bonifacio Marron        |
| Sorsogon          | Bernardino Monreal      |
| Surigao           | Daniel Toribio Sison    |
| Tarlac            | Manuel de Leon          |
| Tayabas           | Manuel Quezon           |
| Zambales          | Juan Manday             |